# Seth Putnam
Seth Edward Putnam (15 de maig de 1968 - 11 de juny de 2011) va ser un músic estatunidenc conegut sobretot per ser el fundador i únic membre constant de la banda de grindcore Anal Cunt. Al llarg de la seva carrera, Putnam també va participar en nombrosos projectes paral·lels.

## Biografia

### Primers anys
Seth Edward Putnam va néixer el 15 de maig de 1968 a Newton, Massachusetts, fill d'Edward R. Putnam i Barbara Ann Donohue. Era meitat d'ascendència anglesa i meitat irlandesa. Els seus pares acabaren divorciats.
Putnam va estar casat amb la seva primera esposa, Alison Dunn, des del desembre de 1998 fins al juny de 2001. Es va casar amb Julie, la seva segona esposa, el 17 de maig de 2008. De 1986 a 1988, Putnam va tocar el baix a la banda de thrash metal Executioner. També era propietari del seu propi segell discogràfic anomenat "Wicked Sick Records", i tenia un segell subsidiari anomenat "Stridecore Records" que només va tenir un llançament, que va ser l'EP The 5,643 Song d'Anal Cunt.

### Personalitat
Malgrat el seu humor impactant i el seu estil de vida turbulent, els fans i els seus companys sovint descriuen Putnam com una persona càlida, intel·ligent i sensible. Putnam es veia a si mateix com un còmic i utilitzava la música com a vàlvula d'escapament.
A l'escola, els seus companys de classe que coneixien Putnam el descrivien com a intel·ligent i sever, però desmotivat, apàtic i sovint un estudiant decebedor. Putnam va saltar-se un curs a l'escola i es va convertir en un estudiant molt brillant, fent classes particulars als seus companys de classe. En les seves pròpies paraules, Putnam sovint culpava les baralles brutals amb les monges de les escoles catòliques per ajudar a configurar la seva personalitat cínica. Quan va arribar a l'institut, havia perdut l'interès per excel·lir en l'educació o els estudis, i es va convertir en un gandul i un estudiant amb un rendiment inferior a l'esperat. Quan es va graduar, Putnam havia abandonat la religió catòlica en què s'havia criat. Després de graduar-se a la Newton North High School el 1985, Putnam no va mostrar gens d'interès per anar a la universitat.
Putnam també es va inventar la seva pròpia religió quan era petit. Els seus grups preferits de tots els temps eren Negative Approach i The Village People, i la seva pel·lícula preferida era The Bad Bunch.
El documental de grindcore del 2018 Slave to the Grind explora Putnam en detall, amb els seus companys expressant la dualitat de la seva naturalesa: els antics companys de banda Tim Morse i Scott Hull descriuen Putnam sovint com a agradable i relaxat, però Hull també assenyala que sovint l'arrestaven causant problemes al carrer. El cantant de Discordance Axis, Jon Chang, assenyalà que va estar molt a prop de Putnam durant anys, però el va descriure com un "noi realment pertorbat" i un "tros de merda traïdor al final de la seva vida". Chang també va relatar un incident després d'un programa quan Putnam va presentar la seva mare a Chang, va comentar que s'havien conegut abans quan va treure la mare de Putnam del moshpit del programa, cosa que va fer que Putnam es tornés agressiu i amenacés Chang, per a confusió de tots els presents. Putnam també era bon amic del líder de Pantera, Philip Anselmo. Anselmo solia fer que Anal Cunt fes de teloner de Pantera sempre que passaven per Boston. Anal Cunt va obrir per a Pantera tres vegades. També hi ha imatges de Putnam cantant "Suicide Note Part II" amb Anselmo en un concert el 1998.
El 2019, el vocalista de Brutal Truth i Venomous Concept, Kevin Sharp, va fer una entrevista amb Metal Underground i va parlar d'una conversa que va tenir amb Seth després del seu coma. També va dir que Putnam era una «enciclopèdia de la música».
Segons el vocalista d'Eyehategod, Mike Williams, Putnam era un noi normal fora de l'escenari i molt tranquil i de veu suau. Williams també va declarar que solia trucar a Putnam, a qui coneixia des del 1988, a molta distància de la gasolinera Chevron on treballava, fent que totes les seves trucades es carreguessin a compte de Chevron.

### Detenció de 1993
El 26 d'agost de 1993, Anal Cunt va fer un concert al Nightbreak de San Francisco, Califòrnia, i va començar la seva actuació amb la seva cançó "Iron Funeral" i després va tocar "Blur Including New HC Song". Durant la segona cançó, una dona identificada més tard com Elizabeth Quigley va agafar el micròfon de Putnam. Aleshores, Putnam es va girar i va fer girar el micròfon, colpejant Quigley a la cara. Els membres d'Anal Cunt, John Kozik, Tim Morse i Paul Kraynak, finalment van deixar de tocar i els membres del públic (inclòs Quigley) van començar a cridar a Putnam, dient-li que marxés del local i repetint "Truqueu a la policia!", juntament amb diversos insults dirigits a Putnam, que finalment va ser arrestat i va passar la nit a la presó de San Francisco. Kozik el va treure pagant la fiança l'endemà al matí. El 19 d'octubre d'aquell any, Putnam va rebre una carta de Michael Spadaccini, que era l'advocat de Quigley, informant-lo que s'estava presentant una acció civil contra ell per agressió. Quan Putnam va anar a judici, va ser declarat responsable i multat amb 1200 dòlars. Existeix un vídeo d'aquest espectacle que es pot trobar a YouTube, i es va publicar una gravació en casset d'aquest espectacle en directe en un disc de 7 polzades anomenat "Breaking the Law", que es va disfressar de bootleg a causa del contracte de la banda amb Earache Records. La cançó posterior al concert de Nightbreak és el so d'una porta de la presó tancant-se de cop, gravada per Yaz, a qui se li atribueix el paper de "tècnic de la festa" al disc de 7 polzades mentre Kozik treia Putnam de la presó. El disc de 7 polzades incloïa imatges de la carta, l'historial de fiances de Putnam i un retall de diari del programa a la cara B, i també inclou notes de Robert Williams de Siege.

### Sobredosi de drogues i coma
El 12 d'octubre de 2004, Putnam va ser hospitalitzat després d'ingerir un còctel de cocaïna i crac, alcohol, heroïna i pastilles per dormir Ambien al llarg de dos mesos. S'ha informat que va passar el dia anterior contemplant el suïcidi, tot i que les circumstàncies exactes que envoltaren la sobredosi de drogues són vagues. Finalment, el van enviar a Spaulding Rehab abans que es despertés del coma.
L'àlbum de 1997 de Anal Cunt, I Like It When You Die, contenia la cançó "You're in a Coma". La reacció de Putnam a la ironia resultant d'estar en coma es va publicar al Boston Phoenix: "De fet, va resultar que era tan gai com la cançó que vaig escriure fa nou anys; estar en coma va ser tan estúpid com ho va ser." Anal Cunt va continuar interpretant la cançó durant els concerts en directe després del coma, i Putnam va compartir anècdotes amb el públic abans de la cançó.
Abans del seu coma el 2004, Putnam va patir una sobredosi d'heroïna el 1998. En una entrevista del 2007, va dir: "El 1998 vaig estar mort durant 10 minuts per una sobredosi d'heroïna. Els tècnics d'emergències mèdiques van utilitzar aquesta substància per reanimar la gent i no va funcionar. Ho van provar una segona vegada per diversió i va funcionar. Tot el que recordo és que em vaig despertar a la cuina sense tenir ni idea d'on era. De camí a l'hospital, el tècnic d'emergències mèdiques em va dir que probablement tindria danys cerebrals la resta de la meva vida. Quan vaig arribar a l'hospital, però, ja havia tornat completament a la normalitat. Aquella vegada tampoc vaig tenir cap 'visió mística' ni res semblant".

### Disputa amb Chris Barnes
Hi va haver fricció entre Putnam i el vocalista de Six Feet Under, Chris Barnes. Segons el lloc web desaparegut de Putnam, Putnam i Josh Martin (guitarrista d'Anal Cunt) van anar a un concert de Six Feet Under per repartir fullets buscant un bateria. Van burlar-se de Barnes durant el concert de Six Feet Under, amb Putnam cridant "Ha ha! T'han expulsat de Cannibal Corpse!", que va provocar una discussió entre els tres després que Six Feet Under acabés de tocar. L'incident va culminar amb els roadies de Six Feet Under atacant Putnam, mentre Martin agafava els canells de Barnes, i va acabar quan Barnes va marxar al seu autobús de gira i s'hi va tancar. Anal Cunt va publicar la cançó "Chris Barnes Is a Pussy" al seu àlbum de 1999 It Just Gets Worse com a represàlia. Segons Putnam en una entrevista amb Capital Chaos TV diversos anys després, Six Feet Under va fer tot el possible per evitar tocar a la mateixa ciutat que Anal Cunt diversos anys després de l'incident. Putnam va declarar: "Suposo que ell (Chris Barnes) encara em té por". Malgrat la disputa, Putnam finalment es va convertir en fan de Six Feet Under i va declarar que "Murdered in the Basement " era la seva cançó preferida de Six Feet Under. Martin també va dir que Putnam va veure Cannibal Corpse en directe a la seva gira Eaten Back To Life.

### Incident amb Hatebreed
Anal Cunt va ser contractat per tocar al segon New England Metal and Hardcore Festival l'any 2000. Misfits van encapçalar l'escenari principal, Anal Cunt va ser el cap de cartell del segon escenari i Hatebreed va ser el cap de cartell del Commercial Street Cafe. Els problemes van sorgir quan el set de Hatebreed va ser tancat a causa de problemes amb el sistema de so, així que l'equip de seguretat va traslladar Hatebreed a l'escenari d'Anal Cunt i els va fer tocar davant d'ells. Això sembla que va molestar el públic que esperava veure Anal Cunt, i segons Josh Martin, el vocalista Jamey Jasta es va enfadar i va qualificar el públic de "metalers decebuts" i presumptament va afirmar que Hatebreed era més popular i venia més discos que Anal Cunt. Putnam i Martin eren al bar del costat sense saber què estava passant, però van tornar quan va acabar el set de Hatebreed i van veure que Jasta havia cridat a Putnam. Aleshores es va produir una baralla. Martin, que tenia una cinta VHS de la baralla (que es va acabar perdent), va afirmar que Putnam estava a 6 metres de distància mirant com es produïa la baralla. Putnam va ser arrestat al final de la nit, juntament amb la seva dona.
El febrer de 2021, Jamey Jasta va entrevistar Jimmy Bower d'Eyehategod al seu pòdcast "The Jasta Show". Jasta va esmentar una història on Putnam va demanar un pal de fregar per assegurar-se que l'escenari estigués net perquè la gent hi patinava a sobre i finalment va acabar atacant el públic amb ell. També va dir que solia distribuir els àlbums d'Anal Cunt i assistir als seus concerts. Bower va explicar històries de Putnam fent servir un extintor a l'escenari i tacant amb escuma per tot l'equip d'Eyehategod.

### Mort
L'11 de juny de 2011, Putnam va morir d'un presumpte atac de cor als 43 anys. Està enterrat al cementiri de Newton a Newton, Massachusetts.

## Projectes paral·lels i bandes antigues

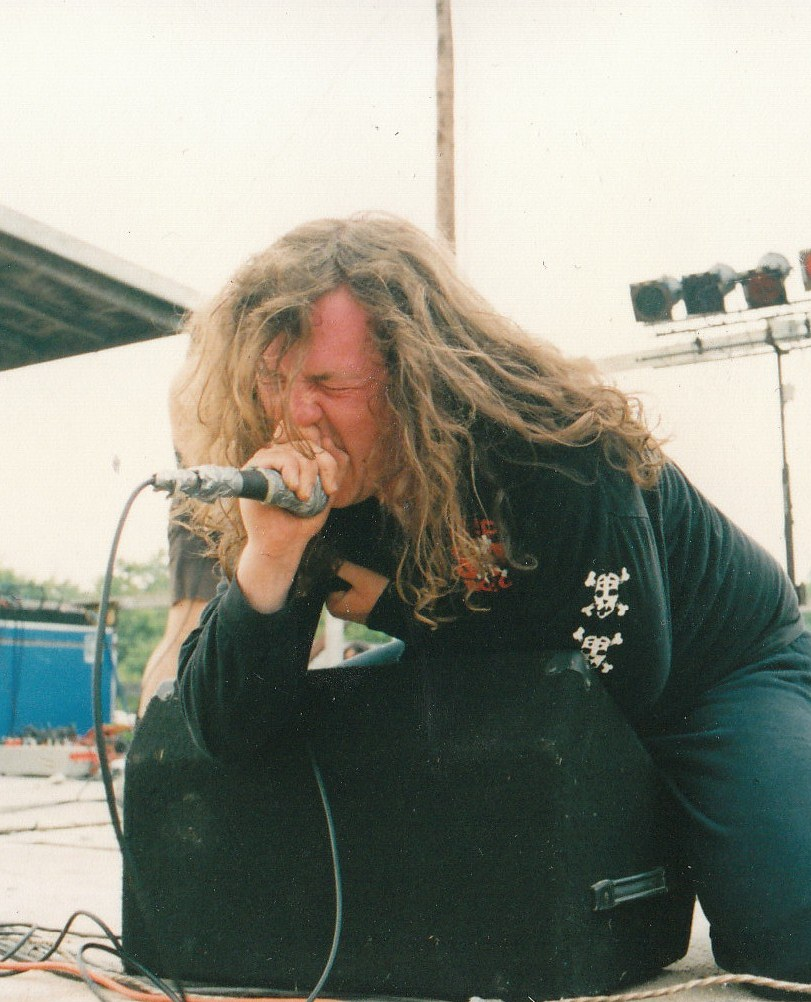
Putnam actuant el 1993

### Angry Hate
La idea de la banda va sorgir quan Putnam i Larry Lifeless (vocalista de Kilslug) estaven borratxos una nit veient Jerry Springer i Larry va dir: "Aquest paio sembla que hauria de ser d'una antiga banda punk anomenada Angry Hate o alguna cosa així". La primera gravació va ser el gener de 1999 de Larry colpejant una tanca contra el garatge d'una senyora, que es va posar al final de la cançó "MP" al primer llançament. Aquell estiu, van gravar quatre cançons, totes velles cançons de Sickness. "Blinking Blue Lights" va ser gravada per Kilslug, però mai es va publicar. Les altres cançons originals de The Sickness mai es van publicar. Van fer un altre EP anomenat Bad Mood que va tenir un cert nombre de còpies impreses, però mai es va publicar oficialment. Putnam i Lee Suniga (propietari de Menace to Sobriety Records) els van vendre a eBay. Angry Hate va fer dos concerts en directe el març i l'abril del 2002. El 2004 van gravar una cançó anomenada "Satan Wins" amb Paulie Kraynak al baix, però no s'ha publicat.

### Impaled Northern Moonforest
A principis de 1997, Putnam i Josh Martin van tenir la idea de començar una banda de black metal i van decidir gravar una maqueta. No van fer servir bateria perquè algú dormia a l'habitació del costat, així que Martin tocava la guitarra acústica mentre Putnam feia la veu i la percussió colpejant-se la cama i un matalàs. Van fer uns quants concerts i van vendre còpies de la seva primera maqueta. Els títols de la maqueta són diferents dels de la versió de vinil de 7 polzades, ja que Putnam i Josh van perdre les seves còpies de la maqueta i van oblidar els títols.

### Shit Scum
Shit Scum es va formar el 1988 després que Putnam veiés un anunci que buscava músics. Putnam va decidir trucar després de veure Cryptic Slaughter com l'única influència, ja que no molta gent a Boston estava interessada en aquella banda. Finalment, Putnam va convidar Fred Ordonez a veure Satan's Warriors (que va ser el seu últim espectacle). Anal Cunt també feia el que se suposava que seria el seu últim concert, però Ordóñez i els seus amics no hi van aparèixer mai. Putnam va fer un altre espectacle amb Anal Cunt perquè Ordonez els pogués veure, mentre que Shit Scum també va fer el seu primer espectacle el mateix dia. Finalment, Putnam va ser convidat a un estudi per tocar el baix a la seva primera maqueta anomenada "Self Mutilation". Més tard van fer un espectacle el gener de 1990. Putnam i Ordóñez (sense Wayne, que era el seu bateria) van anar a un estudi on actuaven principalment les bandes de rock universitàries. A l'enginyer no li agradaven i va intentar convèncer-los que ho deixessin. Finalment, el disc es va acabar i van acabar devent diners a l'estudi, així que l'estudi es va quedar el màster.
Anal Cunt va fer una gira per Alemanya i va interpretar algunes versions de Shit Scum. A Matthias Weigand (cap d'Ecocentric Records) li va agradar la versió de la cançó "Shit Scum" i volia publicar un disc de 7 polzades. Putnam va trucar a l'estudi i va preguntar sobre el màster de la gravació. El noi del telèfon va dir "és aquí mateix, recull-lo quan vulguis", sense saber que devien diners a l'estudi. Putnam va mesclar totes les cançons i les va enviar a Ecocentric Records. Ordóñez mai va tenir una portada per al disc, així que Weigand se'n va inventar una. El disc finalment es va anomenar "Manson Is Jesus". Ordóñez volia que el disc es digués "I Wish this Record Could Punch You in the Face" i que tingués un puny a la portada. Shit Scum ja s'havia dissolt quan es va publicar l'àlbum.

### Full Blown A.I.D.S.
Full Blown AIDS va començar el 1997 mentre Putnam tocava amb el seu amic i cosí. El 1998, va escriure algunes cançons i va gravar una maqueta de "No One Cares" amb Nate Linehan a la bateria. El 2002 es va traslladar a Texas durant un temps, però finalment va tornar a Boston. El 2003 la banda va anar a l'estudi, va gravar algunes cançons i les va mesclar en un dia. Finalment, van publicar dos EPs i un CD recopilatori el 2008, amb els dos EPs i la cançó "Throwing Cars at People on Coke with Thor". El 2010 la banda va publicar un àlbum en directe amb algunes cançons extra anomenades "Viral Load", que finalment seria el seu últim llançament i l'únic amb Josh Randall a la bateria.

### Death's Head Quartet
Death's Head Quartet va ser una banda d'improvisació de jazz/noise que incloïa Putnam al baix i la veu, Chris Joyce a la guitarra, Robert Williams a la bateria i Jim Hobbs al saxofon. El seu primer llançament es va anomenar "Live on the Joint", i va ser una emissió de ràdio l'1 de novembre de 2001. El seu segon llançament es va enregistrar el 9 d'abril de 2001 i no es va publicar fins al 2003.

### You're Fired
"You're Fired" va començar el 2002. En dos mesos van gravar una maqueta de nou cançons que finalment es va convertir en l'EP Warning i es va publicar el 2002. Després de la mort de Putnam, van fer un EP anomenat The End amb Paulie Kraynak a la guitarra. La majoria dels riffs van ser escrits per Putnam i l'àlbum també es va gravar amb la Gibson SG de Putnam, la caixa Marshall i el capçal d'amplificador Ampeg SS-140C manllevat de Paulie Kraynak que també es va utilitzar a l'EP Warning. The End es va publicar el 2012 en vinil i també es pot comprar a BandCamp juntament amb l'EP Warning. La cançó "Throw It Off" del seu darrer EP era originalment una cançó d'Anal Cunt amb una lletra diferent.

### Upsidedown Cross
Upsidedown Cross va començar el 1989 després que la banda "Kilslug" de Larry Lifeless tingués una violenta separació. La primera formació estava formada per Larry (veu), Cheez (baix) i Scott Vangel (guitarra), que a la banda es feia dir "Shoehorn". Taang! Records pensava que la banda estava massa boja per tractar amb ells, i no els fitxaria a menys que Rico Pertoleum (ex-Kilslug) fos a la banda, va ser expulsat després que s'acabés la composició del primer disc. J. Mascis de Dinosaur Jr. va ser el bateria del primer àlbum. Al llarg dels anys 90 van tenir diferents canvis de formació i van publicar alguns més. Seth Putnam es va acabar unint a ells amb la guitarra i va fer un concert amb ells que també va resultar ser l'últim concert de la banda abans que finalment es dissolguessin, i Seth es va acabar mudant a Texas. Hi havia plans per tornar a formar la banda amb Josh Martin a la guitarra. Segons Josh, Cheez no estava en condicions de tocar un instrument, així que va acabar fundant Adolf Satan. Quan Seth va tornar a Boston, ell i Josh es van convertir en els dos guitarristes de la banda, i Seth va acabar deixant la banda el març del 2003. Seth i Josh mai van gravar res amb la banda, tot i que Seth va ser acreditat per la seva separació amb Sloth, Cheez va decidir publicar una gravació antiga i atribuir-hi la formació que tenien en aquell moment. El 2011, Upsidedown Cross es va convertir en un duo amb Seth a la bateria i Larry a la veu i la guitarra. Existeixen algunes imatges d'assaig de la banda.

### Insult
Insult va començar el 1992 com un quartet (Derek Coughlin només feia la veu en aquell moment) i van decidir gravar un àlbum el 1997 després de publicar unes quantes maquetes. La cosa els anava fatal, així que van aconseguir que Putnam vingués a produir el seu àlbum, que es deia "I Wanna Be a Burn Victim". Putnam finalment es va convertir en el seu baixista i va fer una gira per la costa oest amb ells el 1998 juntament amb un split de 7 polzades amb Ruido i un concert en directe per la ràdio que es va publicar en un split amb Anal Cunt. Tant el split de 7 polzades com en directe es van publicar el 1999. Putnam va dimitir el mateix any.

### Vaginal Jesus
Van circular especulacions sobre si Putnam era membre de la banda "supremacista blanca" de grindcore/hardcore Vaginal Jesus, després que Putnam digués que només era un amic de la banda. No obstant això, més tard es va retractar d'aquesta afirmació i va admetre que n'era membre.

### The Losers
Abans que Putnam comencés Anal Cunt el març de 1988, tenia diverses bandes que sonaven com Anal Cunt. El més antic que recordava era The Losers, que van començar el 1980. La banda incloïa Putnam fent veu i tocant una guitarra de joguina (no se'n podia permetre una de veritat en aquell moment) i el seu cosí Michael, que tocava capses de cartó tan ràpid com podia. El nom d'aquella banda es va canviar a "Noise". Finalment, Putnam va aconseguir una guitarra de debò i va gravar més cintes.

### George H. Brown
George H Brown va ser una banda de blues rock que originalment incloïa Putnam a la guitarra, Mike Mahan al baix, Fred Ordonez a la segona guitarra, Tim Morse a la bateria i John McCarthy a la veu. Finalment, Putnam es va frustrar amb la banda i la va dissoldre. Es van tornar a reunir anys més tard amb Putnam a la guitarra i la veu, Paulie Kraynak al baix i Josh Randall (bateria de FUKK/Full Blown AIDS) a la bateria. Es va crear una pàgina de Myspace per a la banda i hi havia plans per publicar un CD de debut.

### Projecte planificat amb Mike Williams
El 2004, Putnam i Mike Williams d'Eyehategod van tenir la idea de formar una banda i escriure un disc amb "cançons antipolicia" després d'enviar-se correus electrònics sobre els seus problemes recents amb la policia. Es van escriure diversos riffs que es van descriure com "Venom meets The Germs", però a causa de l'arrest de Williams i la mort final de Putnam, no es va gravar mai cap material i la idea de la banda es va dissoldre.

### Ondskap
El 2002, Seth va fundar Ondskap amb un noi de Noruega que també l'ajudava a gestionar el seu lloc web; hi havia plans perquè gravessin música per a un CD compartit a tres bandes amb dues altres bandes desconegudes.

### Banda de versions d'Al Stewart sense nom
Seth tenia previst començar una banda de versions d'Al Stewart amb antics membres de les bandes Slapshot i Stompbox, però es desconeix si aquesta banda mai va existir.

### Cannibal Hitler
No hi ha gaire informació sobre aquesta banda, però tenen un llançament de casset conegut a Wicked Sick Records (el segell de Putnam) anomenat "Don't Worry It's All Grindcore" que va sortir el 1989.

### Screaming Gore Guts
Screaming Gore Guts va ser una de les bandes de noise de Putnam prèvies a Anal Cunt. Van començar el 1985 i van fer una maqueta anomenada "We Are Fucking God". La formació estava formada per Seth i dos dels seus amics, Luke i Ken, que també dirigien un fanzine anomenat "Frightmare". Van tocar un concert a la sala d'estar dels pares de Seth, i després d'aquell concert els membres de la banda van ser perseguits a casa per una multitud enfurismada. La banda no va fer res des de llavors, però després de la mort de Putnam el 2011, la demo va acabar apareixent en un blog ara desaparegut i el 2022 va aparèixer a YouTube.

### Seven Minutes of Nausea
Seven Minutes of Nausea va començar el 1985 amb Mick Hollows a la veu i Scut a la bateria i el baix. El 1990, el grup es va dissoldre i Mick Hollows es va traslladar a Europa i va continuar la banda com a home-orquestra que col·laborava amb molts dels seus amics. Putnam va tocar la bateria al seu EP "Disobedient Loser" i Fred Ordonez (acreditat com a "Fred Kase"), que abans formava part d'Anal Cunt, va tocar la guitarra al mateix EP juntament amb Matthias Weigand tocant el baix. Weigand també és propietari d'"Ecocentric Records", un segell alemany de bricolatge que va publicar material de les bandes de Putnam com ara l'EP "Manson Is Jesus" de Shit Scum, el split de 7 polzades de Psycho/Satan's Warriors, una recopilació anomenada "Killed by the Machinery of Sorrow" que té dues cançons de Shit Scum i una cançó de Post Mortem, i el CD "Fast Boston HC" d'Anal Cunt. Weigand i Hollows són els membres restants de la banda, i ara viuen a Coblença, Alemanya.

### Excretion
Excretion era una banda que incloïa la formació original d'Anal Cunt, excepte que Seth tocava la guitarra i Mike Mahan tocava un baix d'una corda.

### Banda avantguardista amb formació original d'Anal Cunt
El nom d'aquesta banda és actualment desconegut; hi participaven Seth Putnam a la bateria, Tim Morse a la guitarra i Mike Mahan fent poesia. L'única cançó que es va revelar va ser una cançó de 45 minuts titulada "I Went to the Store".

### Grups en què va participar o va fer aparicions com a convidat
- Adolf Satan (baix i bateria en diverses actuacions en directe)
- Fear of God (bateria en una actuació en directe)[49]
- Flächenbrand (bateria en una cançó en una actuació en directe)[50]
- Haggis (duet vocal amb Wattie Buchan de The Exploited a la cançó "A Calling to Arms")
- Kilslug (guitarra en dues actuacions en directe)[51]
- Nightstick (veu en dues actuacions en directe)[52]
- Boredoms
- Brutal Truth
- Corrosion of Conformity
- Incantation
- Mort per napalm
- Pantera (el 1996, Putnam va fer la veu convidada a The Great Southern Trendkill per a les seves cançons "The Great Southern Trendkill", "War Nerve", "13 Steps to Nowhere" i "Suicide Note Pt. II").
- Scissorfight
- Slapshot (veus addicionals en algunes cançons de l'àlbum "Live At SO36", també apareix al seu VHS "Live In Germany 1993")[53][54][55]
- Thor (veu i guitarra a la cançó "Throwing Cars at People on Coke with Thor")
- Today Is the Day (va fer la veu a la seva cançó "Butterflies")
- Discordance Axis (veu addicional a "Ruin Trajectory" al seu concert al CBGB's l'agost de 1995)[56]
- Nunslaughter (intro parlada a l'àlbum en directe "Gruesome")[57][58]
- Deceased (va cantar una versió de "Black Metal" de Venom amb ells)[59]